# William P. Hobby
William Pettus Hobby (26 de marzo de 1878 - 7 de junio de 1964) era conocido como el editor/propietario del Beaumont Enterprise cuando entró en la política y en el Partido Demócrata. Elegido en 1914 como Teniente Gobernador de Texas, en 1917 logró convertirse en el 27º Gobernador del estado estadounidense de Texas, después de que James Edward "Pa" Ferguson fuera procesado y obligado a dimitir. En 1918 Hobby ganó el cargo por derecho propio, cumpliendo un mandato completo.
En 1924 Hobby perdió las primarias demócratas a manos de Miriam A. Ferguson, esposa de "Pa" Ferguson y fue elegida para el cargo de gobernadora. Hobby volvió a la industria editorial y en 1924 fue elegido presidente del Houston Post. Más tarde se desempeñó como presidente de la junta directiva de la Houston Post Company, que también había adquirido estaciones de radio y televisión.

## Biografía
Nacido en 1878 en Moscow, Texas, Hobby asistió a escuelas públicas locales.
Comenzó a trabajar a la edad de 17 años como empleado de circulación para el Houston Post en 1895. Varios años más tarde, fue promovido a escritor de negocios en agosto de 1901. En 1907 dejó el puesto para convertirse en gerente y copropietario de la Beaumont Enterprise, y poco después adquirió todo el periódico.

### Carrera política
Hobby decidió entrar en la política y se unió al Partido Demócrata. En 1914 se postuló y fue elegido Teniente Gobernador de Texas. Después de que el gobernador James Edward Ferguson, conocido como "Pa" Ferguson, fuera procesado y obligado a renunciar a su cargo en 1917, Hobby le sucedió. A los 39 años, fue el gobernador más joven en la historia del estado hasta ese momento.

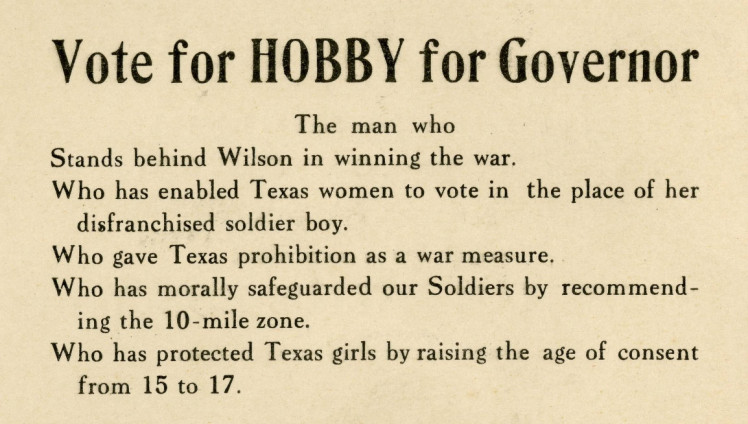
Tarjeta de campaña para William Pettus Hobby

Hobby derrotó a Ferguson en las primarias demócratas de 1918 y ganó las elecciones generales y la gobernación por derecho propio, sirviendo un mandato completo hasta 1921. Durante sus años de servicio, la frontera sur de Texas fue un lugar de frecuentes conflictos, ya que los revolucionarios de la Revolución Mexicana (1910-1920) entraron a los Estados Unidos para atacar granjas, sistemas de riego y ferrocarriles. Los Rangers de Texas, las milicias y las tropas estadounidenses patrullaron la frontera, y ambos bandos cometieron atrocidades.
A principios de 1919, un Comité Conjunto del Senado y la Cámara de Representantes de Texas llevó a cabo audiencias para investigar las acciones de los Rangers de Texas a lo largo de la frontera. Realizaron audiencias durante dos semanas y contaron con 83 testigos. Entre los incidentes relatados se encuentra la Masacre de Porvenir de enero de 1918 en el oeste de Texas, donde la milicia y los Rangers de Texas mataron sumariamente a 15 hombres y niños mexicano-americanos cerca de su aldea agrícola. La legislatura aprobó un proyecto de ley para regular a los guardabosques y profesionalizar el servicio. Su número se redujo. Los historiadores estiman que los Rangers mataron a más de 5,000 personas, en su mayoría mexicanos étnicos, entre 1914 y 1919.
(Ferguson fue procesado y condenado en un caso de corrupción, y se le prohibió volver a servir en la oficina electoral estatal).
Como gobernador, Hobby nombró a Joseph A. Kemp, el ferroviario e industrial petrolero de Wichita Falls, a la Junta de Regentes de la Universidad de Texas, cargo que Kemp ocupó de 1917 a 1921.

## Años como editor
Después de dejar la gobernación, Hobby regresó al Enterprise de Beaumont. En 1924 fue invitado a ser presidente del Houston Post. En agosto de 1955, Hobby se convirtió en presidente de la junta directiva de la Houston Post Company. En ese momento, la compañía también era propietaria de la estación de radio, KPRC, y de la estación de televisión, KPRC-TV. Su esposa, Oveta Culp Hobby (ver abajo), sirvió como presidente y editora.

## Vida personal y cívica
En 1931, Hobby se casó con Oveta Culp. Más tarde fue nombrada como la primera Secretaria del Departamento de Salud, Educación y Bienestar Social de los Estados Unidos (su nombre fue cambiado después de una reorganización posterior).
Hobby fue miembro de la Junta Directiva del Texas Technological College.

## Familia
Su hijo William P. Hobby Jr. también fue vicegobernador de Texas de 1973 a 1991. Su hija, Jessica, estaba casada con Henry E. Catto Jr., quien se convirtió en el embajador de los Estados Unidos ante el Tribunal de St James. Su nieto, Paul Hobby, perdió por poco la elección para contralor de Texas en las elecciones generales de 1998. La republicana Carole Keeton Strayhorn ganó las elecciones.

## Legado
Varias instalaciones públicas fueron nombradas en su honor:
- Aeropuerto William P. Hobby[4] en Houston, Texas
- Escuela Primaria Hobby en Houston, Texas
- Escuela Intermedia Hobby en San Antonio, Texas
- Hobby Center For The Performing Arts en Houston, TX